# Новий Валішув
Новий Валішув (пол. Nowy Waliszów, нім. Neuwaltersdorf) — село в Польщі, у гміні Бистшиця-Клодзька Клодзького повіту Нижньосілезького воєводства.
Населення — 440 осіб (2011).
У 1975-1998 роках село належало до Валбжиського воєводства.

## Демографія
Демографічна структура станом на 31 березня 2011 року:
|          | Загалом | Допрацездатний вік | Працездатний вік | Постпрацездатний вік |
| -------- | ------- | ------------------ | ---------------- | -------------------- |
| Чоловіки | 234     | 62                 | 155              | 17                   |
| Жінки    | 206     | 37                 | 129              | 40                   |
| Разом    | 440     | 99                 | 284              | 57                   |